# Polygenis thurmani
Polygenis thurmani är en loppart som beskrevs av Johnson 1957. Polygenis thurmani ingår i släktet Polygenis och familjen Rhopalopsyllidae. Inga underarter finns listade i Catalogue of Life.